# 132798 Kürti
(132798) Kürti, denumire internațională (132798) Kurti, este un asteroid din centura principală de asteroizi.

## Descriere
132798 Kürti este un asteroid din centura principală de asteroizi. A fost descoperit pe 8 august 2002 la Observatorul Palomar în cadrul programului NEAT. Asteroidul prezintă o orbită caracterizată de o semiaxă mare de 2,57 ua, o excentricitate de 0,09 și o înclinație de 4,6° în raport cu ecliptica.